# 東村山署警察官殺害事件
東村山署警察官殺害事件（ひがしむらやましょけいさつかんさつがいじけん）は、1976年（昭和51年）10月18日に東京都東村山市萩山町で発生した強盗殺人事件。
「住宅資金を得るために大物政治家の家族を誘拐して身代金を奪おう」と考えた男Tが、その誘拐計画に用いるための警察手帳・拳銃を強奪するため、警視庁東村山警察署の「八坂派出所」で勤務していた男性警察官（巡査部長・当時55歳）を襲撃して殺害した。加害者Tは1949年（昭和24年）に強盗傷人罪で懲役7年に処されるなど複数の前科を有しており、事件当時は傷害などの罪で執行猶予中だった。
最高裁判所が1983年（昭和58年）に死刑を選択する際の量刑基準（通称「永山基準」）を示して以降、死刑選択にあたっては殺害された被害者の数が特に重要視される傾向にあるが、被害者数が1人でも当初から被害者の殺害を計画していた強盗殺人事件では、1980年（昭和55年） - 2009年（平成21年）にかけ、計8件で被告人の死刑が確定している。本事件でも、最高裁 (1988) は計画性の高さ・被告人の犯罪性向の深さを重視し、死刑を選択した第一審・控訴審の判断を是認した。

## 加害者T
本事件の加害者である男T・S（旧姓K / 以下「T」と表記）は1925年（大正14年）1月30日生まれ（事件当時51歳）。
Tは茨城県多賀郡松岡町（現：高萩市）で炭鉱夫の次男として出生したが、3歳の時に両親を坑内事故で同時に失い、その後は祖父母の下に引き取られた。1939年（昭和14年）3月に地元の尋常高等小学校を卒業すると、直後に親戚の経営する回漕店に船乗りとして勤め、軍隊から復員後も東京機帆船組合所属の船の機関士となり、船上生活を続けていた。しかし、次第に金に窮して次々と盗みなどを働き、1948年（昭和23年）12月1日には東京地方裁判所で窃盗罪により懲役1年2月の刑に処された。さらに1949年（昭和24年）4月27日には、東京地裁で強盗傷人罪により懲役7年の刑に処されたほか、1956年（昭和31年）5月17日にも水戸地方裁判所麻生支部で窃盗罪により懲役4年の刑に処された。
1961年（昭和36年）6月に府中刑務所を仮出獄すると、服役中に身に着けた植字工の技術を生かして印刷会社で働くようになり、1962年（昭和37年）6月下旬に女性Xと結婚した。しかし、結婚から3年経っても子供ができなかっただけでなく、後の妻となる女性Yと知り合ったことなどから、夫婦仲が次第にうまく行かなくなり、1965年（昭和40年）7月にXと協議離婚した。そしてYと正式に婚姻して2児（一男一女）をもうけ、アパート住まいを続けていたが、1972年（昭和47年）7月に当時住んでいたアパート「甲」（東京都田無市本町四丁目26番地5号）の他人の居室に侵入し、住人に傷害を負わせる事件を起こしたため、1973年（昭和48年）5月4日に東京地裁八王子支部で住居侵入・傷害罪により懲役5月・執行猶予4年の刑に処された。この事件により、当時勤めていた印刷会社に居づらくなったことから退職し、その後も勤め先を転々と変えていたが、1974年（昭和49年）3月上旬ごろからは常用の植字工として印刷工場（板橋区小豆沢）に務めるようになった。しかし、この会社でも工場長代理に対する不満から、1976年（昭和51年）9月17日に突然会社を退職した。

## 事件の経緯
その後、新たな職場を探し求めるため新聞の求人欄を見たり、そこに掲載されている印刷会社に電話を掛けるなどしていたが、その多くは自身がかつて勤務していた職場だったり、予期に反して安い賃金しか支払われないことを知り、「自分が当初期待していただけの賃金を得られる就職先は見つけられるだろうか？」という不安に襲われ、次第に焦りを感じるようになっていった。これに加え、当時は妻子から頻繁に「浴室付きの住宅に住みたい」とせがまれていただけでなく、実兄が福島県いわき市内に住宅を新築したことに甚く刺激され、「自分も家族の望んでいるような住宅を手に入れたい」という思いを募らせていた。しかし、当時Tは51歳になっており、「たとえ今後いかに真面目に働いたとしても、大金（住宅の建築資金）を作ることは到底不可能だ。大金を得るには、金持ちの家族を誘拐して身代金を奪い、それを住宅の資金に充てるしかない」という想いに駆られ、種々その計画に考えを巡らすようになった。
その結果、最終的には「大物政治家の家族を誘拐して身代金を要求しよう」と思いつき、その方法として「誘拐する相手に警察手帳を見せ、自分が警察官であると誤信させた上で誘拐し、拳銃を突きつけて脅すしかない」と考えた。そして、そのために用いる警察手帳や拳銃を入手する方法として、「一人で交番に勤務している警察官をおびき出し、殺して奪おう」と考え、そのための凶器として鉄製角棒・（長さ約26.5 cm）・切り出しナイフ（刃体の長さ約8.5 cm）1本を用意したほか、それらを隠し持つためにジーンズの上衣内側の左右に内ポケットを作るなどして準備を整えた。また、犯行を実行するために適当な交番を探し求め、しばしば自転車で数か所の派出所の付近まで行き、内部・付近の様子を窺い、仮に適当な交番が見つかった場合は警察官襲撃・殺害計画を直ちに実行に移すつもりでいた。
1976年10月18日午前1時ごろ、Tはジーンズ上衣の左側内ポケットに鉄製角棒を、右側内ポケットに切り出しナイフをそれぞれ入れ、現場に指紋を残さないようにするためのゴム手袋を両手に嵌め、ウイスキー入りの小瓶、懐中電灯、変装用の帽子・眼鏡をそれぞれ携帯し、自転車で当時住んでいた「甲」を出発した。そして適当な交番を物色したところ、現場になった「八坂派出所」（東村山市萩山町三丁目2660番地）を見つけた。その内部や付近の様子を窺ったところ、警察官が1人で勤務しており、派出所の裏側は雑木林になっていたため、「警察官を派出所外におびき出して、計画を実行するのに適当だ」と判断した。Tはまず気分の緊張を解くため、用意してあった小瓶入りのウイスキーを少量飲むと、2時20分ごろに派出所に近づいた。
すると当時、派出所内で立番勤務中だった男性巡査部長A（当時55歳）が制服を着用し、拳銃を携帯した状態で「どこへ行くのですか」と尋ね、中に入るよう促してきたため、Tは「もしこれに応じて派出所に入ったら、職務質問を受けたり、所持品などを調べられたりして、持っている凶器を発見されてしまうのではないか」と考え、「今こそ、この警官（被害者A）を殺害して拳銃と警察手帳を奪うしかない」と決意。TはAに対し、「（派出所裏の雑木林に）変なアベックがいましたよ」と嘘を言い、そこへ行くよう仕向けた。Aがそちらへ向かうと、TもAの後を追い、派出所から東へ約77 m離れた歩道の上（小平市小川東町2775番地）でAに対し、雑木林の方を指差しながら「この中にアベックが入ったかもしれない」と言って注意を逸らさせた。Aが雑木林の方を向き、Tに背中を向けたところ、Tはジーンズ上衣の内ポケットから鉄製角棒を取り出して右手に持ち、背後からAの頭を殴りつけた。Aが「何をする」と言いながらTの方へ向き直ると、TはAと格闘しながら、鉄製角棒でAの頭部を三十数回乱打した。そして、上衣の内ポケットから切り出しナイフを取り出し、Aの前胸下部・左側胸部を突き刺し、Aから拳銃・警察手帳を強取しようとした。
Aの悲鳴を聞きつけて駆けつけた近隣住民の男性（当時29歳）がTの犯行を制止し、Tは逮捕された。しかし、被害者Aは同日6時10分ごろ、緑風荘病院（東村山市萩山町三丁目31番地）で大量出血・脳挫傷により死亡（殉職）した。警視庁は、殉職した巡査部長を警部へと二階級特進させた。

## 刑事裁判
1977年（昭和52年）11月18日に東京地裁八王子支部刑事第二部で第一審の判決公判が開かれ、同地裁支部は被告人Tに死刑判決を言い渡した。
被告人Tは東京高等裁判所へ控訴し、控訴審では弁護人とともに「被害者Aへの殺意はなく、強盗殺人罪ではなく強盗致死罪の成立にとどまる」と主張した。また、Tは控訴審で、「被害者Aへの最初の一撃で決まらなかったから逃げようとしたが、後ろから拳銃で撃たれると思い、拳銃を奪取しなければいけないと思った」「Aが『俺は帝国軍人だ』と言ったことが引き金となり、自分がかねてから抱いていた国家に対する敵意・憤懣が爆発した」などと強弁したほか、自身の家族に当てて送った書簡に被害者の遺族を誹謗する内容を書いていた。
東京高裁第8刑事部（市川郁雄裁判長）は1981年（昭和56年）7月7日に第一審判決を支持し、被告人および弁護人の控訴を棄却する判決を言い渡した。東京高裁 (1981) は、被告人側の「殺意はなく、強盗致死罪にとどまる」という主張を「TはAの頭部を約30回にわたって強打し、頭蓋骨亀裂骨折を伴う脳挫傷を与えたほか、鋭利な切り出しナイフで何度もAの胸部を突き刺し、致命傷となる深い刺し傷を与えている。犯行の目的・計画と事前の綿密周到な準備などと併せて考えれば、当初から殺意を有した上で実行したことに疑いの余地はない」として退け、殺意の存在を認定した第一審の判断を是認した。また、控訴審では被告人Tの精神鑑定も実施されたが、東京高裁 (1981) はその結果を踏まえ、「Tは性格に著しい偏りのある精神病質（分裂病質、情性欠如）ではあっても、精神病・意識障害・精神の薄弱などの病的徴候は認められず、知能は普通域で、平均をやや上回る水準にあり、是非善悪の判断能力及びこれに従って行動する能力を十分有するものと認めることができる」と指摘した。
被告人Tは最高裁判所へ上告し、上告審の口頭弁論では「警察官を殺害したため、必要以上に重い刑になっているのではないか」「被害者1人で死刑は重い」と量刑不当を主張した。しかし、最高裁第二小法廷（牧圭次裁判長）は1987年（昭和62年）10月23日の上告審判決公判で、控訴審判決を支持して被告人Tおよび弁護人の上告を棄却する判決を言い渡したため、死刑が確定した。
死刑囚Tは1995年（平成7年）5月26日に東京拘置所で死刑を執行された（70歳没）。